# Bladtjärnen (Tuna socken, Medelpad)
Bladtjärnen är en sjö i Sundsvalls kommun i Medelpad som ingår i Ljungans huvudavrinningsområde.